# Szachownice cesarskie w miedzianym wazonie
Szachownice cesarskie w miedzianym wazonie (hol. Stilleven met frittilaria's, ang: Fritillaries in a Copper Vase) – obraz olejny Vincenta van Gogha namalowany w Paryżu na przełomie kwietnia i maja 1887 roku i przedstawiający bukiet szachownic cesarskich w miedzianym wazonie.
Płótno znajduje się w zbiorach Musée d’Orsay. Nr kat.: F 213, JH 1247.

## Okoliczności powstania obrazu
Podczas swego pobytu w Paryżu van Gogh interesował się zarówno pracami impresjonistów, jak i neoimpresjonistów, w tym Georges’a Seurata i Paula Signaca. Metoda dywizjonizmu, stosowana przez neoimpresjonistów, polegała na oddzielnym nakładaniu plamek z barw dopełniających, których właściwościami artysta od dawna się interesował. Dał temu wyraz w jednym z listów mówiąc o kontraście barw: pomarańczowej z niebieską, zielonej z czerwoną i fioletowej z żółtą oraz swych próbach znalezienia barw złamanych i neutralnych w celu zharmonizowania tychże kontrastów. W Paryżu van Gogh namalował serię martwych natur z kwiatami. Zadanie, jakie artysta postawił przed sobą, było równie obszerne, jak seria głów wieśniaków z Nuenen. I choć martwe natury z kwiatami, których namalował ponad 40, nie należą do jego największych arcydzieł, to wykazują jego determinację, jeśli chodzi o doskonalenie koloru. Brat artysty Theo w liście do matki wspominał, iż Vincent malując kwiaty stawiał sobie jako główny cel odświeżenie kolorów dla potrzeb swojej późniejszej pracy.

## Opis
Szachownice cesarskie były uprawiane w ogrodach francuskich i holenderskich pod koniec XIX wieku. Kwitną one, podobnie jak tulipany, wiosną, co skłania do wniosku, iż van Gogh właśnie wtedy je namalował. Jego znajomi przynosili mu je co tydzień, aby mógł używać ich jako modeli do studiowania. Szachownice cesarskie mają pomarańczowo-czerwone kwiaty, osadzone na długiej łodydze, w liczbie od trzech do dziesięciu. Aby skomponować swój bukiet, artysta użył tylko jednej lub dwóch łodyg, ustawiając pocięte kwiaty w wazonie z miedzi. Wazon z pomarańczowymi i złotymi kwiatami został oddany przez van Gogha jako żywiołowa celebra barwy, struktury i światła, zaś radosna aplikacja farby odzwierciedla jego nastrój w okresie, gdy mieszkał z bratem Theo. Kwiaty stoją dumnie w miedzianym wazonie, a kilka luźnych okazów równoważy pionową strukturę kompozycji. Kolorowe kwiaty odbijają się w lśniącym miedzianym wazonie, a cętkowana ściana wibruje połączonymi niebieskimi, zielonymi i żółtymi odcieniami z drobinkami bieli. Całość otacza świetlista aureola w kolorze lawendy. To dynamiczne przedstawienie złotych kwiatów w lśniącym wazonie stanowi imitację ciepła i światła jaśniejącego słońca przed rozgwieżdżonym, nocnym niebem.
Malując swój obraz van Gogh był w bliskim kontakcie z Paulem Signakiem. Zastosował tu niektóre z zasad malarstwa neoimpresjonistycznego, w tym kontrast barw dopełniających: niebieskiej i pomarańczowej, dominujących w obrazie. Jednak wpływ teorii neoimpresjonistycznych na van Gogha pozostał ograniczony. Metody dywizjonistycznej użył on tylko na określonej powierzchni, a wzajemne oddziaływanie barw uzupełniających nie ograniczało go w żaden sposób, jeśli chodzi o wybór odcieni; wybierając ostatecznie martwą naturę, odszedł od tematyki podejmowanej przez neoimpresjonistów.